# Epiciklus
Az epiciklus (görög eredetű szó, jelentése: mellékkör) a ptolemaioszi és kopernikuszi rendszerben használatos kifejezés olyan csillagászati pálya jellemzésére, melyet egy kisebb kör (epiciklus) alakú pályán mozgó bolygó leír, miközben ennek a körnek a középpontja egy nagyobb kör ívén egyenletesen mozog. A nagyobb kör (deferens) középpontja a Föld.
A fogalom a bolygók Földről megfigyelt látszólagos mozgását volt hivatott magyarázni, mivel az ellentmondásban volt az „isteni” tökéletesség miatti elvárt körmozgással és egyes bolygók megtorpanó, visszafelé haladó, hurkot vető mozgásával.
A rendszert első ízben Hipparkhosz ógörög csillagász írta le. Hipparkhosz megállapította, hogy a deferens középpontja nem esik egybe a Föld középpontjával, a Nap körpályájának középpontja a sugár 1/24-ed részével van eltolva. Ennek bevezetésére azért volt szükség, mert régóta megfigyelt tény volt, hogy az évszakok egyenlőtlen hosszúságúak.
Később Klaudiosz Ptolemaiosz ógörög csillagász ezzel a rendszerrel értelmezni tudta a bolygók viselkedésében észlelt szabálytalanságokat: a fényesség változásait, és különösen a rejtélyes retrográd (hátrafelé haladó) mozgást.
A rendszer a későbbi megfigyelések alapján pontatlannak bizonyult a bolygók helyzetének előrejelzésénél.

## Egyéb jelentések
- Bolygómű (néha „epiciklus hajtómű”-nek is nevezik), melynek első ismert alkalmazása az i.e. 100 körül készített analóg számítógép, az antiküthérai szerkezet volt. Napjainkban főként nagy áttételt igénylő hajtásokban (pl. sebességváltók) alkalmazzák.